# Траварица
Траварица је јако алкохолно пиће које се добија ароматизацијом винских дестилата лозе, комовице или воћних ракија одабраним ароматским биљем или њиховим мацератима. Ова ракија се најчешће користи као лијек. Ракија траварица се користи и као аперитивно пиће. Иако се траварица сматра и лијеком треба је конзумирати са опрезом и у малим количинама јер је ипак ријеч о алкохолном пићу. Осим за конзумацију, траварица се користи и за масажу. Може бити бистро, маслинасто-зелене као и смеђе боје, зависно од тога које се траве или који се њихови дијелови користе за њено прављење. Најчешће се користе од сљедеће врта трава: кадуља (гранчице), метвица (гранчице), мајчина душица (гранчице), вријесак (гранчице), горки пелин (листови), боровица или клека (зреле бобице). 

## Ароматизовање пића
За ароматизовање пића употребљавају се одабране ароматичне биљке, цијеле или неки њихови дијелови: коријен, лист, цвијет, плод, кора и стабљика. Биљке се обично додају у сувом, рјеђе у свјежем стању. За ароматичне биљке је важно да су убране у право вријеме, да су правилно осушене и чуване тако да не изгубе ароматичне састојке. Код производње ракија траварица је веома битно да осушене биљке нису старије од неколико мјесеци. 
Да би ракија траварица постигла свој препознатљив укус и боју потребно је да одлежи 2-3 мјесеца. 
Зависно од тога какав укус ракије се жели добити користе се различите биљке, за горак укус се користе пелин, линцура, код за сладак укус се користе анис, коморач. 
Извлачење ароме из ароматичних биљака може се обављати:
- Мацерацијом (када се траве ставе у мању количину ракије на одлежавање од око 20 дана, па се добијени мацерат улива у остатак ракије) или
- Дестилацијом (што је квалитетнији и бољи начин, али захтевнији, када се зачинско биље додаје у комину воћне ракије која се пече).

Као база за производњу ракије траварице обично се узима ракија јачине 40 – 55 % вол. алкохола.
У траварицу се може додати од 10 до чак 20 биљака. 
Ради препознатљивости ове ракије у флашу се убацује гранчица биљке.